# Comuna Tovarnik, Vukovar-Srijem
Tovarnik este o comună în cantonul Vukovar-Srijem, Croația, având o populație de 2.775 de locuitori (2011).

## Demografie
Componența etnică a comunei Tovarnik
     Croați (91,06%)
     Sârbi (6,23%)
     Necunoscut (0,86%)
     Neclasificat (1,77%)
Componența confesională a comunei Tovarnik
     Catolici (90,41%)
     Ortodocși (6,16%)
     Musulmani (1,01%)
     Necunoscută (1,48%)
     Alte religii (0,94%)
Conform recensământului din 2011, comuna Tovarnik avea 2.775 de locuitori. Din punct de vedere etnic, majoritatea locuitorilor (91,06%) erau croați, cu o minoritate de sârbi (6,23%). Apartenența etnică nu este cunoscută în cazul a 0,86% din locuitori. Din punct de vedere confesional, majoritatea locuitorilor (90,41%) erau catolici, existând și minorități de ortodocși (6,16%) și musulmani (1,01%). Pentru 1,48% din locuitori nu este cunoscută apartenența confesională.